# 小行星9314
小行星9314（英語：9314）是一颗围绕太阳公转的小行星。1988年2月19日，Y. Oshima在静冈县发现了此天体。
这颗小行星的绝对星等为269.2692564576088等。